# Grave (Nederlandene)
 For alternative betydninger, se Grave. (Se også artikler, som begynder med Grave)
Grave ( udtale ?, tidligere kaldt De Graaf) er en kommune og en by i den sydlige provins Noord-Brabant i Nederlandene.

## Galleri
- Grave in de 17e eeuw
- Grave, 1672 eller 1674?
- Graves udsigt over åen Maas.
- Mølle i Gassel
- Kirke i Escharen
- Kirke i Gassel
- Kirke i Grave
- Skyline i Grave